# Марта Бунстер
Марта Сесілія дель Кармен Бунстер Балочкі — чилійська вчена, найбільш відома своїми роботами в галузі біохімії, біофізики та кристалографії. Вона також відома як одна з головних пропагандисток біоінформатики у своїй країні.

## Біографія
Бунстер почала вивчати біохімію 1969 року в Університет Концепції, де провела більшу частину своєї академічної та професійної кар'єри. 1974 року здобула диплом біохіміка за роботу з рентгенівської дифракції на синтетичних поліпептидах. Після здобуття ступеня переїхала до Сантьяго, де працювала в лабораторії Освальдо Корі та Аїди Траверсо на факультеті хімічних наук Університету Чилі. Там Бунстер брала участь у дослідженні кінетичних властивостей картопляної апірази. Через 4 місяці повернулася до Консепсьйона й вступила на програму доктора наук на спеціальність '«хімія». 1975 року обійняла академічну посаду інструкторки біофізики для викладачів біохімії на кафедрі фізіології Інституту медичних біологічних наук, попередника нинішнього факультету біологічних наук Університету Консепсьйона.
1981 року Банстер здобула докторську ступінь за дослідження синтетичних полімерів фармакологічного застосування в Університеті Консепсьйона та лабораторії Джорджа Б. Батлера в Університета Флориди. Того ж року вона знову повернулася до Консепсьйона і зустріла докторку Гільду Сід, відому вчену в галузі фізики та кристаллографію, яка повернулася зі Швеція після політичного переслідування. Протягом тих років Сід спеціалізувалася на кристальнографічних техніках в Університеті Упсали, що забезпечило їй необхідне обладнання для її навчання після повернення до Чилі. Банстер та Сід разом заснували лабораторію молекулярної біофізики факультету біологічних наук і природних ресурсів, тепер факультет біологічних наук, і почали вивчати нові методи структури білків і прогнозування складання. Серед перших досліджень була розробка методу прогнозування вторичних структур за допомогою профілів гідрофобності, який був дуже добре прийнятий у регіоні через високу надійність і низьку вартість, а також став однією з основних технологій деяких сучасних методів.
У середині 90-х років, що збігалося з виходом на пенсію Сід, Бунстер дослідила фікобілізоми, флуоресцентні, макромолекулярну систему збору світла, що присутня в основному в цианобактеріях і червоних водорослях. Це дослідження призвело до розробки спектроскопічних методів і їх застосування. Це дозволило більше зрозуміти явища конформаційних змін з фізичної точки зору.

## Спадщина
У 2000-х роках, під впливом буму біоінформатики, Бунстер зосередила свої зусилля на зміцненні міжнародного співробітництва в цій галузі, заснувавши у 2002 році Ібероамериканську мережу з біоінформатики, яку згодом було перейменовано на Ібероамериканське товариство з біоінформатики (SoIBio). У цій організації вона обійняла керівну посаду секретаря в першому виконавчому комітеті і залишається активною в її діяльності до сьогодні.
Бунстер була частиною докторської програми з біологічних наук з моменту її створення, а також була одним із членів-засновників і директоркою магістратури з біохімії та біоінформатики та директоркою відділу біохімії та молекулярної біології з 2014 року до свого виходу на пенсію у 2020 році.

## Організаційна діяльність
Протягом своєї кар'єри Бунстер була частиною багатьох наукових організацій як у Чилі, так і за кордоном. Деякими з них є: Чилійське хімічне товариство, Чилійське біологічне товариство, Товариство біохімії та молекулярної біології Чилі, Біофізичне товариство, Міжнародне товариство обчислювальної біології (ISCB) та Латиноамериканська кристалографічна асоціація (LACA).

## Вибрані публікації
- Cid, H., Bunster, M., Arriagada, E., & Campos, M. (1982). Prediction of secondary structure of proteins by means of hydrophobicity profiles. FEBS Letters, 150(1), 247—254. https://doi.org/10.1016/0014-5793(82)81344-6.
- Cid, H., Vargas, V., Bunster, M., & Bustos, S. (1986). Secondary structure prediction of human salivary proline-rich proteins. FEBS letters, 198(1), 140—144. https://doi.org/10.1016/0014-5793(86)81200-5.
- Cid, H., Bunster, M., Canales, M., & Gazitúa, F. (1992). Hydrophobicity and structural classes in proteins. Protein engineering, 5(5), 373—375. https://doi.org/10.1093/protein/5.5.373.
- Contreras-Martel, C., Martinez-Oyanedel, J., Bunster, M., Legrand, P., Piras, C., Vernede, X., & Fontecilla-Camps, J. C. (2001). Crystallization and 2.2 Å resolution structure of R-phycoerythrin from Gracilaria chilensis: a case of perfect hemihedral twinning. Acta crystallographica. Section D, Biological crystallography, 57(Pt 1), 52–60. https://doi.org/10.1107/s0907444900015274.
- Godoy, F. A., Bunster, M., Matus, V., Aranda, C., González, B., & Martínez, M. A. (2003). Poly-beta-hydroxyalkanoates consumption during degradation of 2,4,6-trichlorophenol by Sphingopyxis chilensis S37. Letters in applied microbiology, 36(5), 315—320. https://doi.org/10.1046/j.1472-765x.2003.01315.x.
- Martínez-Oyanedel, J., Contreras-Martel, C., Bruna, C., & Bunster, M. (2004). Structural-functional analysis of the oligomeric protein R-phycoerythrin. Biological Research, 37(4). https://doi.org/10.4067/s0716-97602004000500003.
- Tobella, L. M., Bunster, M., Pooley, A., Becerra, J., Godoy, F., & Martínez, M. A. (2005). Biosynthesis of poly-beta-hydroxyalkanoates by Sphingopyxis chilensis S37 and Wautersia sp. PZK cultured in cellulose pulp mill effluents containing 2,4,6-trichlorophenol. Journal of industrial microbiology & biotechnology, 32(9), 397—401. https://doi.org/10.1007/s10295-005-0011-1.
- Contreras-Martel, C., Matamala, A., Bruna, C., Poo-Caamaño, G., Almonacid, D., Figueroa, M., Martínez-Oyanedel, J., & Bunster, M. (2007). The structure at 2 Å resolution of Phycocyanin from Gracilaria chilensis and the energy transfer network in a PC-PC complex. Biophysical chemistry, 125(2-3), 388—396. https://doi.org/10.1016/j.bpc.2006.09.014.
- Figueroa, M., Hinrichs, M. V., Bunster, M., Babbitt, P., Martinez-Oyanedel, J., & Olate, J. (2009). Biophysical studies support a predicted superhelical structure with armadillo repeats for Ric-8. Protein science, 18(6), 1139—1145. https://doi.org/10.1002/pro.124.
- Burgos, C. F., Castro, P. A., Mariqueo, T., Bunster, M., Guzmán, L., & Aguayo, L. G. (2015). Evidence for α-helices in the large intracellular domain mediating modulation of the α1-glycine receptor by ethanol and Gβγ. The Journal of pharmacology and experimental therapeutics, 352(1), 148—155. https://doi.org/10.1124/jpet.114.217976.
- Sivakumar, R., Manivel, A., Meléndrez, M., Martínez-Oyanedel, J., Bunster, M., Vergara, C., & Manidurai, P. (2015). Novel heteroleptic ruthenium sensitizers containing carbazole linked 4,5-diazafluorene ligand for dye sensitized solar cells. Polyhedron, 87, 135—140. https://doi.org/10.1016/j.poly.2014.11.008.
- Vásquez-Suárez, A., Lobos-González, F., Cronshaw, A., Sepúlveda-Ugarte, J., Figueroa, M., Dagnino-Leone, J., Bunster, M., & Martínez-Oyanedel, J. (2018). The γ33 subunit of R-phycoerythrin from Gracilaria chilensis has a typical double linked phycourobilin similar to β subunit. PLOS ONE, 13(4), e0195656. https://doi.org/10.1371/journal.pone.0195656.